# Jardinier

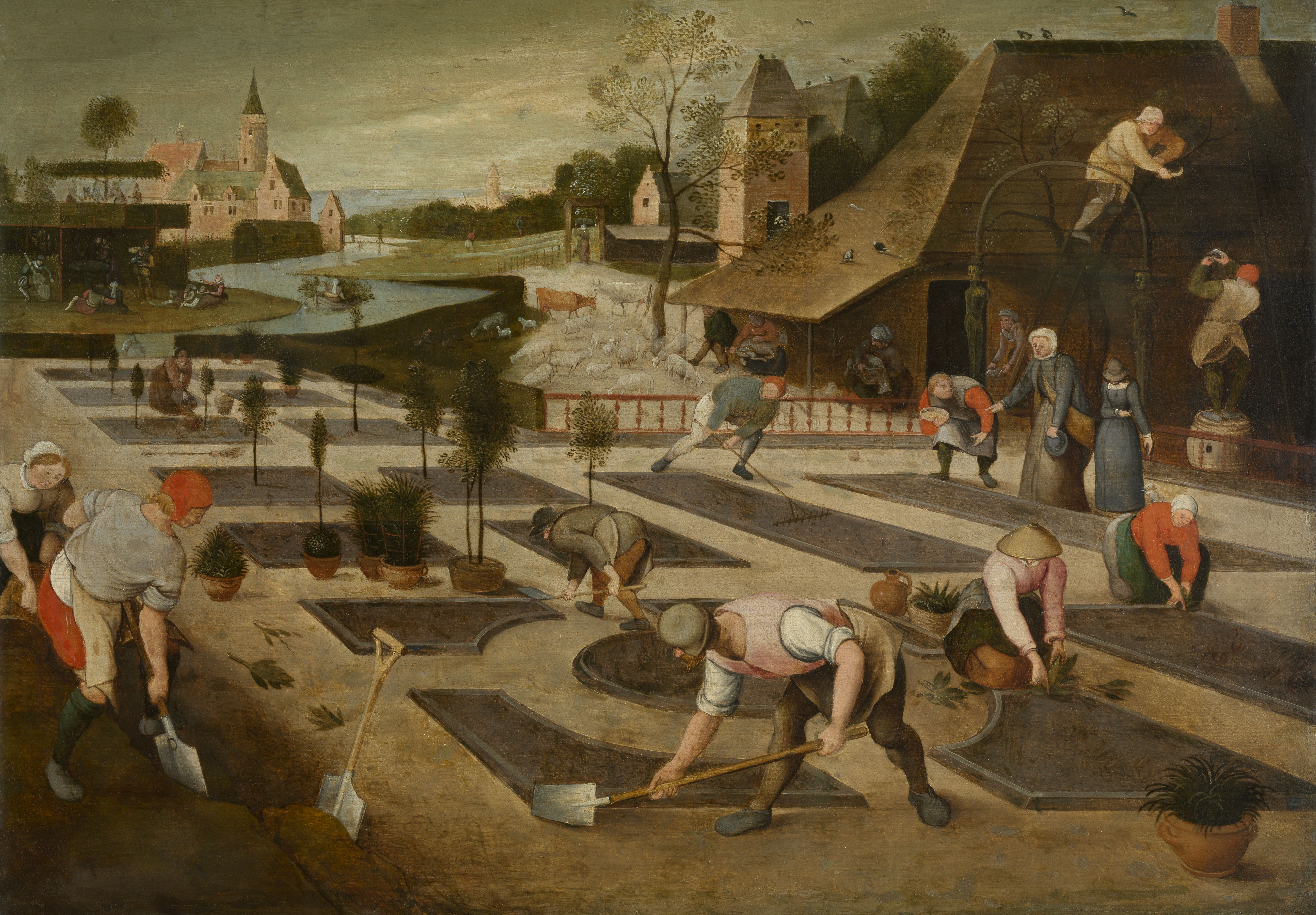
Der Herbst (Abel Grimmer 1607)

Le jardinier ou jardinier-paysagiste (par abus de langage) est un métier qui consiste en la mise en place ou la gestion d'un espace public, d'un jardin, de travaux paysagers, etc. Dans ce cadre, il peut aussi être amené à des prestations de conception, en rapport avec le métier de paysagiste. Sa prestation comprend la traduction des documents de conception et la définition des travaux, tâches, équipes, matériels à mettre en œuvre, le choix des fournisseurs, ainsi que l'exécution et la coordination des travaux de création et d'entretien. Suivant ses compétences, il peut assurer ses prestations sur différents champs : terrassements, petites maçonneries, sols minéraux et sportifs, semis, plantations, élagage, implantations de réseaux d'arrosage et de mobilier.

## Histoire
Sous l'Ancien Régime, le terme jardinier désignait aussi bien ceux qui concevaient (aujourd’hui appelés paysagiste) et entretenaient des jardins d’agrément pour de riches propriétaires nobles ou bourgeois (voire pour le roi, à Versailles) que ceux qui produisaient des denrées (fruits et légumes) pour l'approvisionnement des villes. Ces derniers qu'on dirait plutôt aujourd'hui maraîchers se regroupaient en communauté de jardiniers et Paris comptait environ 1 200 maîtres-jardiniers au milieu du XVIIIe siècle.
Dès le début du XXe siècle, les écoles d'horticulture ont formé de nombreux jardiniers. Autrefois, en France, les jardiniers étaient des jardiniers cinq branches, c'est-à-dire qu'ils étaient capables de travailler dans les domaines du maraîchage, de la pépinière, de l'arboriculture, de la floriculture et dans celui des parcs et jardins. Depuis la fin du XXe siècle, ces métiers tendent à se différencier ; ainsi, les écoles forment des spécialistes dans chacun de ces cinq domaines.

## Savoir-faire
La profession nécessite des connaissances et un savoir-faire issus de nombreux autres corps de métiers (travaux publics et génie civil, architecture, décoration, etc.). Les professionnels doivent donc être polyvalents, et ce à tous les niveaux : conception, réalisation, entretien des espaces. L’entreprise paysagiste est très liée à l’évolution de l’habitat. L’activité des espaces verts a beaucoup évolué dans différents domaines comme la création de jardins privés, parcs, et espaces verts d’accompagnement de bâtiments (écoles, HLM, hôpitaux, usines, etc.), terrain de sport, golfs, abords paysagers de voies de circulation, installations d’arrosage automatique intégré et entretien des espaces verts.
Mais rares sont ceux qui réussissent à obtenir des salaires élevés. Un entrepreneur paysagiste débute en moyenne à un salaire brut de 1 200 à 1 400 € et un professionnel confirmé perçoit en moyenne entre 2 300 et 2 700 € et un ingénieur ITIAPE avec 2 ans d’expérience dans une entreprise peut percevoir un salaire mensuel net de l'ordre de 1 600 à 1 800 €. Une bonne connaissance technique des plantes et de la pédologie est évidemment nécessaire. Il faut également faire preuve de patience ; Un entrepreneur paysagiste doit parfois attendre plusieurs années avant de voir l’aboutissement de son œuvre, le temps que les arbres poussent et qu'ils fleurissent.

## Diplômes requis
La formation se déroule dans des lycées horticoles.
- Le certificat d'aptitude professionnelle agricole est le premier diplôme de l'entrepreneur paysagiste.
- Le brevet d'études professionnelles agricoles est le second diplôme. Il est de même valeur que le certificat d'aptitude professionnelle agricole (CAPA), le poste proposé sera celui d'ouvrier qualifié.
- Le baccalauréat professionnel agricole en aménagement paysager (Bac Pro AP) ouvre la possibilité de commencer comme chef d'équipe. Existe aussi un Brevet Professionnel agricole d'aménagement paysager (BP) qui permet aussi bien d'entrer comme ouvrier très qualifié que de poursuivre vers un BTS. Le Baccalauréat des sciences techniques de l'agronomie et du vivant en aménagement (Bac STAV A) sera le meilleur moyen d'entamer ses études de jardinier-paysagiste pour ensuite faire une poursuite d'étude en BTS Aménagements Paysagers.
- Le BTSA Aménagements Paysagers donne le niveau d'un conducteur de travaux de dessinateur-projeteur, de technico-commercial ou encore de projeteur à concepteur paysagiste (toutefois il ne donne pas le titre de « paysagiste concepteur » des grandes écoles dont les élèves étoffent avant tout les qualités artistiques du métier).
- Le titre de paysagiste DPLG (Diplômé par le Gouvernement), le diplôme d'ingénieur paysagiste ou d'ingénieur des travaux horticoles et paysagers, certaines spécialisations universitaires ou d'écoles spécialisées (ESAJ) forment aux métiers de paysagiste, de maître d'œuvre, de chargé de projet ou de chargé d'étude.

## Clientèle
Des particuliers qui font aménager jardins et terrasses de résidences principales et secondaire avec des budgets souvent limités. Des collectivités publiques ou privées avec lesquelles elles traitent pour des petits chantiers et chantiers plus importants[pertinence contestée].

## Organisation professionnelle
Les entrepreneurs du paysage (paysagistes, reboiseurs, élagueurs, paysagistes d’intérieur et engazonneurs par projection) sont réunis au sein de l'Union nationale des entreprises du paysage(UNEP).

## Jardiniers célèbres

### Quelques personnalités ayant contribué à l'art des jardins

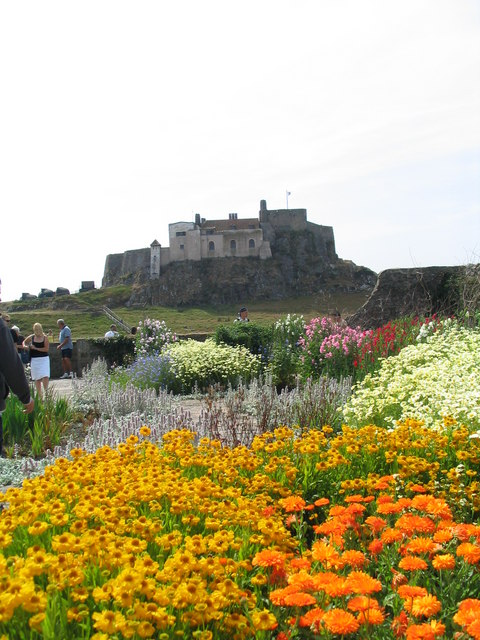
Jardin conçu par Gertrude Jekyll et réalisé par des jardiniers à Lindisfarne Castle

André Le Nôtre (1613-1700), jardinier du roi Louis XIV, tenait, en fait, un rôle équivalent à celui du concepteur paysagiste aujourd'hui. L'ont précédé, entre autres: Jacques Boyceau (vers 1560-1635), intendant des jardins du roi Henri IV, de la reine Marie de Médicis, puis du roi Louis XIII; Claude Mollet (1557-1647), jardinier, dessinateur de jardins et théoricien français. On peut aussi citer Antoine Joseph Dezallier d'Argenville (1680-1765), auteur de La Théorie et la pratique du jardinage, où l'on traite à fond des beaux jardins appelés communément les jardins de propreté (1709; 1713; 1732; 1747) qui connaît en France une grande popularité et est traduit en anglais en 1712 et en allemand en 1731.
On peut aussi ajouter Gertrude Jekyll, une figure anglaise de l'art des jardins.
Benoît Fondu, François Goffinet, Jean-Noël Capart, Joseph De Gryse, David Roland, Gilles Clément, Alain Baraton, Gabrielle van Zuylen.

### Personnages de fiction exerçant le métier de jardinier
Youmu Konpaku, qui apparaît dans les 7e, 7.5e, 8e, 9e, 9.5e 10.5e et 13e opus de la série de Shoot them'up de type Manic Shooter Touhou Project, pratique la profession de jardinier.
Willie, personnage de la série Les Simpson. Jardinier de l'école élémentaire de Springfield[réf. nécessaire].